# Teleskop Kanadyjsko-Francusko-Hawajski

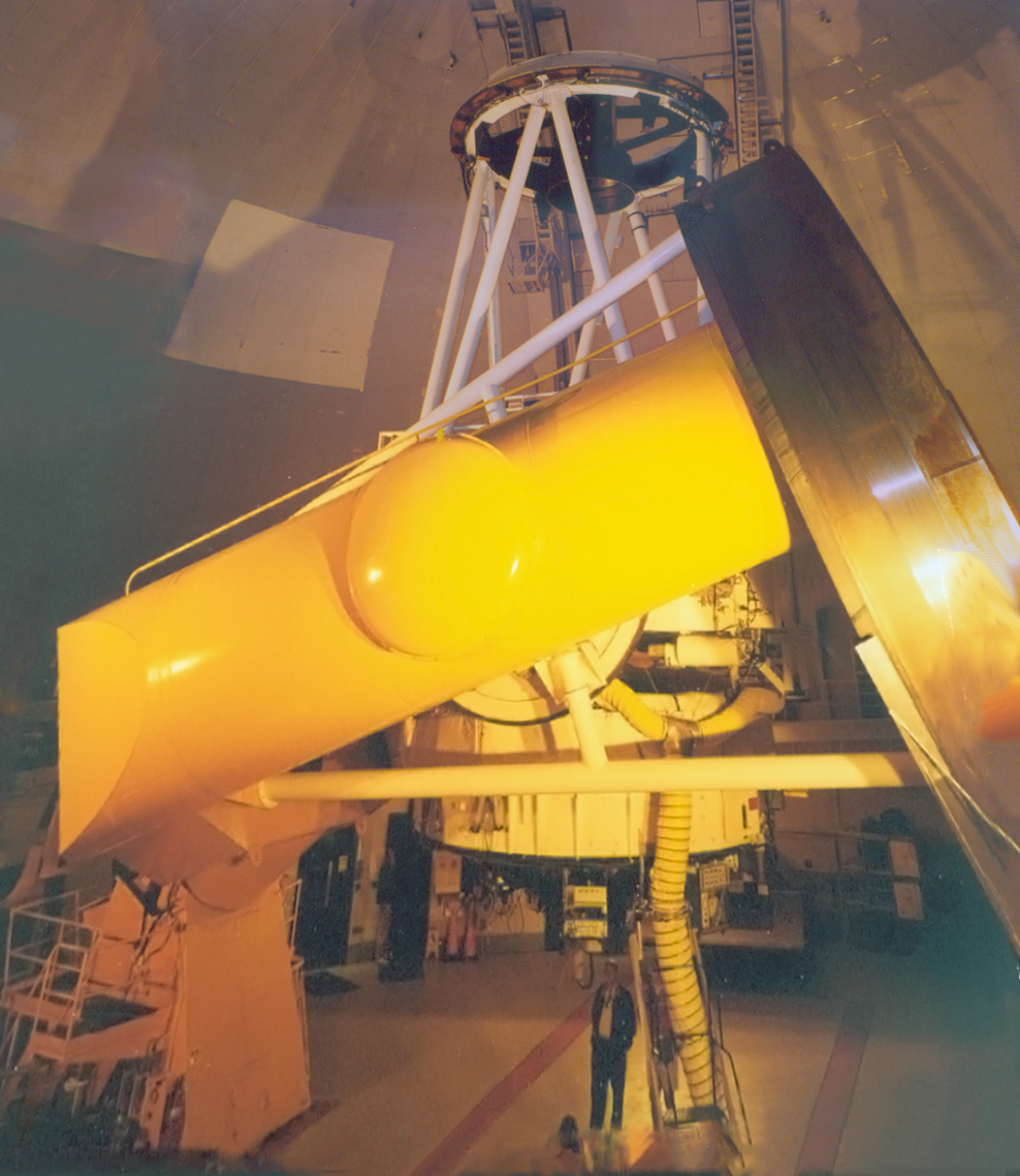
Wnętrze teleskopu (2002)

Teleskop Kanadyjsko-Francusko-Hawajski (ang. Canada-France-Hawaii Telescope, w skrócie CFHT) – teleskop o średnicy zwierciadła 3,6 metra, znajdujący się w pobliżu wierzchołka wulkanu Mauna Kea na Hawajach. Jest międzynarodowym przedsięwzięciem trzech instytucji: National Research Council of Canada (42,5% udziałów), francuskiego Centre national de la recherche scientifique (42,5%) oraz Uniwersytetu Hawajskiego (15%).
Trójstronną umowę o budowie teleskopu podpisano w 1974 roku. Pierwsze światło teleskop ujrzał 6 sierpnia 1979 roku, był wówczas jednym z największych teleskopów na świecie.
Całkowita masa teleskopu wynosi 325 ton, w tym sekcja ruchoma waży 250 ton, a samo zwierciadło – 14 ton. Średnica kopuły wynosi 32 metry, a całkowita wysokość budynku – 38 metrów.
Teleskop wykorzystują głównie uczeni kanadyjscy, francuscy i hawajscy, lecz w ramach umów o współpracy dostęp do teleskopu mają też astronomowie z Tajwanu, Brazylii i Chin.
Teleskop pracuje w świetle widzialnym i podczerwieni. Może być sterowany zdalnie przez pojedynczego obserwatora z kwatery głównej teleskopu znajdującej się w miejscowości Waimea.
Teleskop wykorzystuje obecnie (2016) cztery urządzenia:
- MegaCam – kamera cyfrowa o polu widzenia 1° i rozdzielczości kątowej 0,18".
- WIRCam – podczerwona kamera cyfrowa o polu widzenia 0,1° i rozdzielczości kątowej 0,3".
- ESPaDOns – urządzenie z siatką dyfrakcyjną echelle do wysokiej rozdzielczości spektrometrii i polarymetrii.
- SITELLE – spektrometr fourierowski o polu widzenia 15’.